# Фантом с глубины 10 000 лиг
«Фантом с глубины 10 000 лиг» (англ. The Phantom from 10,000 Leagues) — американский фильм ужасов 1955 года. Лента находится в общественном достоянии в США.

## Сюжет
Один рыбак наблюдает странное свечение со дна океана. Затем из-под воды появляется монстр и убивает его. Через некоторое время тело рыбака и его лодку находят два правительственных агента. Один из них, Тед, выходит в море, чтобы взять образец радиоактивной, как он подозревает, скалы, но и на него нападает тот же монстр, однако Теду удаётся добраться до берега. Позже нападение на Теда повторяется, но второй агент ранит и отгоняет чудовище гарпуном.
Постепенно выясняется, что виновник появления радиоактивной скалы и чудовища — океанолог профессор Кинг. Тед рассказывает Кингу о злодеяниях его порождения, и профессор отправляется сам уничтожить монстра с помощью динамита. За несколько секунд до взрыва чудовище хватает Кинга, взрыв разносит радиоактивную скалу и уносит жизни монстра и профессора.

## В ролях
- Кент Тейлор — доктор Тед Стивенс / Тед Бакстер
- Кэти Даунс — Лоис Кинг, дочь профессора Кинга
- Филлип Пайн[англ.] — Джордж Томас, ассистент профессора Кинга
- Пирс Лиден — Энди
- Майкл Вален — профессор Кинг
- Хелен Стэнтон — Ванда
- Родни Белл — Уильям Грант
- Виви Джанисс — Этель Холл, секретарша профессора Кинга
- Майкл Гарт — шериф

## Производство
- Фильм был выпущен в прокат кинокомпанией American International Pictures в одном блоке с картиной «День, когда Земле пришёл конец». За два месяца проката эта пара фильмов вместе собрала около 400 000 долларов.